# راپسو
راپسو (به یونانی: Ραψώ) در اساطیر یونانی یک نیمف یا الهه کوچک بود. شناسایی او صرفاً بواسطۀ کتیبه ای مربوط به قرن چهارم قبل از میلاد بود، که نام او را در بر داشت و در فالرون بدست آمد. نام او ظاهراً از کلمۀ یونانی: ράπτω که یک فعل به معنای «دوختن» می باشد، مشتق شده است.